# سيرينديا
يجمع مصطلح سيرينديا Serindia (بالصينية:塞林提亚) بين سيريس (الصين) والهند للإشارة إلى الجزء من آسيا المعروف أيضًا باسم شينج يانغ أو تركستان الصينية أو آسيا العليا. هذه المنطقة معروفة باسم السيرينديان .